# والتر هورن (عالم حشرات)
والتر هورن (بالألمانية: Walther Horn)‏ هو عالم حشرات ألماني، ولد في 19 أكتوبر 1871 في برلين في ألمانيا، وتوفي بنفس المكان في 10 يوليو 1939.